# Le Secret du papyrus
 (août 2024).
Si vous disposez d'ouvrages ou d'articles de référence ou si vous connaissez des sites web de qualité traitant du thème abordé ici, merci de compléter l'article en donnant les références utiles à sa vérifiabilité et en les liant à la section « Notes et références ».
Le Secret du papyrus est un roman historique écrit par Odile Weulersse paru en 1998, édité par Hachette Jeunesse. Il s'agit de la suite du roman Les Pilleurs de sarcophages, dont il reprend les principaux personnages, tout en formant une intrigue autonome. Il est suivi de Disparition sur le Nil.

## Synopsis
Après sa victoire sur les Hyksôs à Avaris à la fin des Les Pilleurs de sarcophages, le pharaon Ahmôsis Ier désire remercier le dieu Amon pour sa protection en lui offrant une barque solaire ornée de lapis-lazuli, une pierre précieuse bleue. À Éléphantine où ils coulent des jours paisibles dans la demeure de Ramose, Tétiki, le nain danseur Penou et le singe Didiphor reçoivent une convocation : ils doivent se rendre à Thèbes pour se voir confier une mission par Pharaon. Penou s'inquiète cependant à cause d'un rêve peut-être prémonitoire où la déesse Hathor le chassait de ses mamelles, ce qui symbolise selon lui un malheur à venir. En arrivant à Thèbes, Penou rencontre une jeune femme, Rouddidite, danseuse et acrobate, qui lui fait vite comprendre qu'il lui plaît. Il en tombe aussitôt amoureux. Peu après, Tétiki, reçu en audience par Pharaon, se voit confier pour mission de conduire une mission diplomatique et commerciale jusqu'à Byblos afin d'y troquer du lapis-lazuli pour la barque d'Amon. Pour convaincre ses conseillers rendus sceptiques par le jeune âge de Tétiki, Ahmôsis confie à celui-ci une épreuve simple : prouver qu'il peut conduire un char en abattant une antilope à la chasse depuis son char dans un délai de trois jours. L'épreuve ne s'annonce pas difficile pour Tétiki, qui est meilleur à l'arc qu'au boomerang et qui s'entraîne avec sérieux à conduire son char. Mais alors qu'il vient d'abattre l'antilope, ses chevaux s'effondrent, blessés inexplicablement. Penou, prévenu par Didiphor, doit laisser Rouddidite lors d'un de leurs rendez-vous pour voler au secours de son ami. Il constate que les chevaux ont été délibérément blessés par quelqu'un à l'aide d'épines de jujubiers. Qui peut en vouloir encore à Tétiki ?
Pendant ce temps, Rouddidite rentre régulièrement chez elle pour prendre ses instructions et rapporter des informations auprès du vieil ennemi de Tétiki et Penou : Antef, l'espion hyksôs. Sorti gravement blessé à la jambe de leur aventure précédente, Antef est cloué sur son lit de malade, mais reste capable de nuire. C'est lui qui a demandé à Rouddidite de séduire Penou pour mieux s'en prendre à Tétiki. Peu après, les illusions de Penou se brisent lorsque Rouddidite le rejette. Mais un imprévu se produit : une amie de Tétiki et Penou, Nofret la harpiste, émue par les plaintes de Penou qui souffre beaucoup de ses sentiments bafoués, décide de donner au nain amoureux une fleur très rare, la "fleur qui fait aimer". Penou la fait respirer à Rouddidite, qui, sans s'en rendre compte, devient alors réellement amoureuse du nain.
Tétiki, Penou et Didiphor prennent la tête de l'expédition qui doit se rendre à Byblos. Ahmôsis a confié à Tétiki un papyrus contenant une lettre adressée au prince de Byblos, ainsi que plusieurs bijoux et ressources transportées par des ânes pour payer le lapis-lazuli. Mais un nouveau piège se referme sur les héros. Un jeune garçon, Ouni, s'est fait embaucher dans l'expédition en remplacement d'une ordonnance absente. À la première occasion, il éloigne les deux garçons en prétextant avoir vu des soldats dans les parages. En réalité, il ne cherche qu'à les isoler et à les diriger droit vers une tempête de sable en approche. Tétiki, Penou et Didiphor échappent de justesse à la tempête, qui dure toute une nuit. Mais, au matin, ils se retrouvent perdus, distanciés par l'expédition, privés de tous les biens qu'ils devaient apporter à Byblos. Tétiki, pourtant, est résolu à remplir sa mission coûte que coûte, et décide de se diriger vers Byblos malgré tout.
À Byblos, Tétiki et Penou courent au devant de nouveaux périls. Ils se séparent brièvement pour découvrir la ville. Mais quand Tétiki se présente, seul, sans lettre, ni escorte, ni aucun bien à échanger, le prince de Byblos ne le prend pas au sérieux. Dupé par Makaré, l'espionne hyksôs passée maîtresse dans l'art de la manipulation et du déguisement, le prince fait arrêter Tétiki pour espionnage et le confie à Makaré pour qu'elle le fasse passer aux aveux. Le jeune Ouni réapparaît et s'avère être le fils de Makaré. Penou, voyant que Tétiki ne vient pas à leur point de rendez-vous prévu, s'inquiète. Errant sur la plage, il parvient à retrouver Didiphor terrorisé et à découvrir un raccourci souterrain qui mène sous la cave du palais où Makaré interroge Tétiki. Il peut ainsi délivrer son ami. Tous deux se réfugient bientôt dans le désert, chez une tribu de Bédouins benjaminites. D'abord capturés et menacés par Tayi, un guerrier plus peureux qu'il ne veut bien le montrer, ils sont bien accueillis par le chef bédouin Artatama et par sa fille Sasina. Pendant ce temps, Rouddidite, n'y tenant plus, a quitté Thèbes et Antef, pour rejoindre à Byblos Makaré, qui n'est autre que sa mère. Mère et fille s'entendent mal : Makaré n'a que faire de Rouddidite et soupçonne que sa fille lui cache quelque chose. Désespérée par l'arrestation de Tétiki et la disparition de Penou, Rouddidite s'informe et parvient à les prévenir que Makaré envoie des soldats à leur poursuite. Aidés et équipés en provisions par les Bédouins, les deux garçons se cachent dans les forêts sur les flancs du mont Liban et passent l'hiver dans une caverne. Mécontente de Rouddidite, Makaré cherche à la marier avec un notable d'Ougarit, mais la jeune fille, révulsée par la perspective d'un mariage forcé, s'enfuit.
Le printemps venu, Tétiki, Penou et Didiphor rejoignent les Bédouins. Déterminé à trouver du lapis-lazuli, Tétiki décide de se rendre à Babylone. Artatama lui recommande un ami, un Bédouin devenu sédentaire : Dagan-Malik. Après une longue navigation le long du fleuve Euphrate, les deux amis arrivent à Babylone. Ils ignorent que Makaré, qui a des yeux et des oreilles partout, s'est elle aussi rendue dans la même ville. De son côté, Rouddidite, qui a suivi la piste des deux garçons, se retrouve elle aussi à Babylone. Accueillis avec générosité par Dagan-Malik, les deux garçons, bien nourris et bien vêtus, lui exposent leur mission. Le marchand accepte de les aider, mais ils vont devoir emprunter de l'argent pour pouvoir payer le lapis-lazuli. Or le prêteur auquel s'adresse Dagan-Malik refuse le prêt, dissuadé dans la soirée par les fausses prédictions d'une vieille femme qui n'est autre que Makaré déguisée. Penou, quant à lui, attire l'attention du maître des divertissements du grand roi de Babylone et est convié au palais, où il obtient des applaudissements et des bijoux précieux en récompense de ses danses. Hélas, Dagan-Malik, emporté par le désir de plaire au roi, lui offre Didiphor. Tétiki est furieux, mais au moins les bijoux gagnés par Penou constituent une monnaie d'échange possible pour le lapis-lazuli. Didiphor finit par s'enfuir du palais avec l'aide d'une petite princesse et rejoint les deux amis. Le lendemain, les deux garçons et Dagan-Malik se rendent sur un marché où ils trouvent enfin la belle pierre bleue qu'ils recherchent. Mais le vendeur refuse d'accepter les bijoux comme seul paiement. Il reste insensible aux paiements complémentaires qu'offre généreusement Dagan-Malik, et déclare qu'il n'acceptera comme paiement que le nain Penou lui-même ! Le cauchemar de l'ami de Tétiki se réalise : il est contraint d'accepter de repartir en esclavage. Tétiki est abasourdi.
Dans la nuit, Rouddidite retrouve la trace de Penou à Babylone et, par ruse, parvient à le délivrer du marchand qui l'a acheté. Méfiant, Penou se laisse aller à son amour quand il comprend que Rouddidite ne lui ment plus. Réuni à Tétiki, Penou lui présente Rouddidite, mais Tétiki reste extrêmement méfiant, car il craint une nouvelle ruse de Makaré. Les deux amis quittent Babylone sans Rouddidite. Ils cherchent à rejoindre Sharouhen, une importante ville hyksôs qu'Ahmôsis s'apprête à assiéger. Après un mois de voyage, ils arrivent en vue des fortifications et du camp de l'armée de Pharaon. Tétiki peut enfin livrer le lapis-lazuli promis... et se fait aussitôt arrêter pour trahison. Après quelques jours dans la tente-prison, Tétiki obtient une chance de persuader Pharaon de sa bonne foi grâce au singe Didiphor, qu'Ahmôsis a pris en affection. Tétiki et Penou manquent de preuves et sont accablés par le témoignage d'une mystérieuse femme de Byblos qui donne enfin lecture du papyrus qui les accuse, la lettre reçue par le prince de Byblos. Un coup de théâtre survient quand Rouddidite fait irruption dans l'assemblée et produit le véritable papyrus confié à Tétiki, en révélant que l'autre est un faux écrit par Antef. Quant à la mystérieuse femme de Byblos, Rouddidite révèle sa véritable identité : c'est naturellement Makaré, infiltrée dans l'entourage de Pharaon. Confondue, Makaré est graciée par Pharaon qui la laisse repartir pour Sharouhen. Quelques jours après, il s'apprête à passer à l'attaque. Lors d'une partie de chasse au lion qui s'avère être un guet-apens tendu par des Bédouins alliés aux Hyksôs, Tétiki et Penou soutiennent Pharaon. Penou sauve Tétiki d'une flèche tirée par Ouni, que Pharaon assomme. Quelques jours après avoir fait échouer ce piège, Pharaon attaque et prend la ville de Sharouhen.
Les deux amis, auxquels s'est jointe Rouddidite, peuvent enfin retourner à Thèbes, puis à Éléphantine. Penou et Rouddidite se marient. Ahmôsis, une nouvelle fois victorieux, peut faire terminer la barque d'Amon grâce au lapis-lazuli rapporté par Tétiki et la consacre en grande pompe devant le temple de Karnak.

## Publications
- Hachette Jeunesse, 1998  (ISBN 978-2-0132-1536-7)
- Hachette Jeunesse, 2009  (ISBN 2-01322432-X)